# Fortificações de Derbente
As fortificações de Derbente são uma das linhas de defesa fortificadas construídas pelo Império Sassânida para proteger a passagem oriental das Montanhas do Cáucaso (as "Portas do Cáspio") contra os ataques dos povos nômades da Estepe pôntica. Construídas no século VI e mantidas por vários regimes posteriores, as fortificações compreendem três elementos distintos: a cidadela de Naryn-Kala em Derbente, as longas paredes gêmeas conectando-a com o Mar Cáspio no leste e a "parede montanhosa" de Dagh-Bary, correndo de Derbente ao sopé do Cáucaso no oeste. O complexo de fortificação foi declarado Patrimônio da Humanidade pela UNESCO em 2003.

## Edificações
A igreja cristã mais antiga da Rússia pode ser encontrada no site. A igreja, construída com calcário concha local, tem cerca de 11 metros de altura e se estende por 15 metros de sul a norte e 13,4 metros de oeste a leste. Os segmentos (braço) de um desenho cruciforme têm uma largura de cerca de cinco metros, três divisões de um comprimento de cerca de 4,2 metros e o quarto (norte) mede mais de 6 metros. Os suportes são cobertos com abóbadas, e uma estrutura de arame com um diâmetro de cinco metros está localizado acima da parte central.

## Galeria

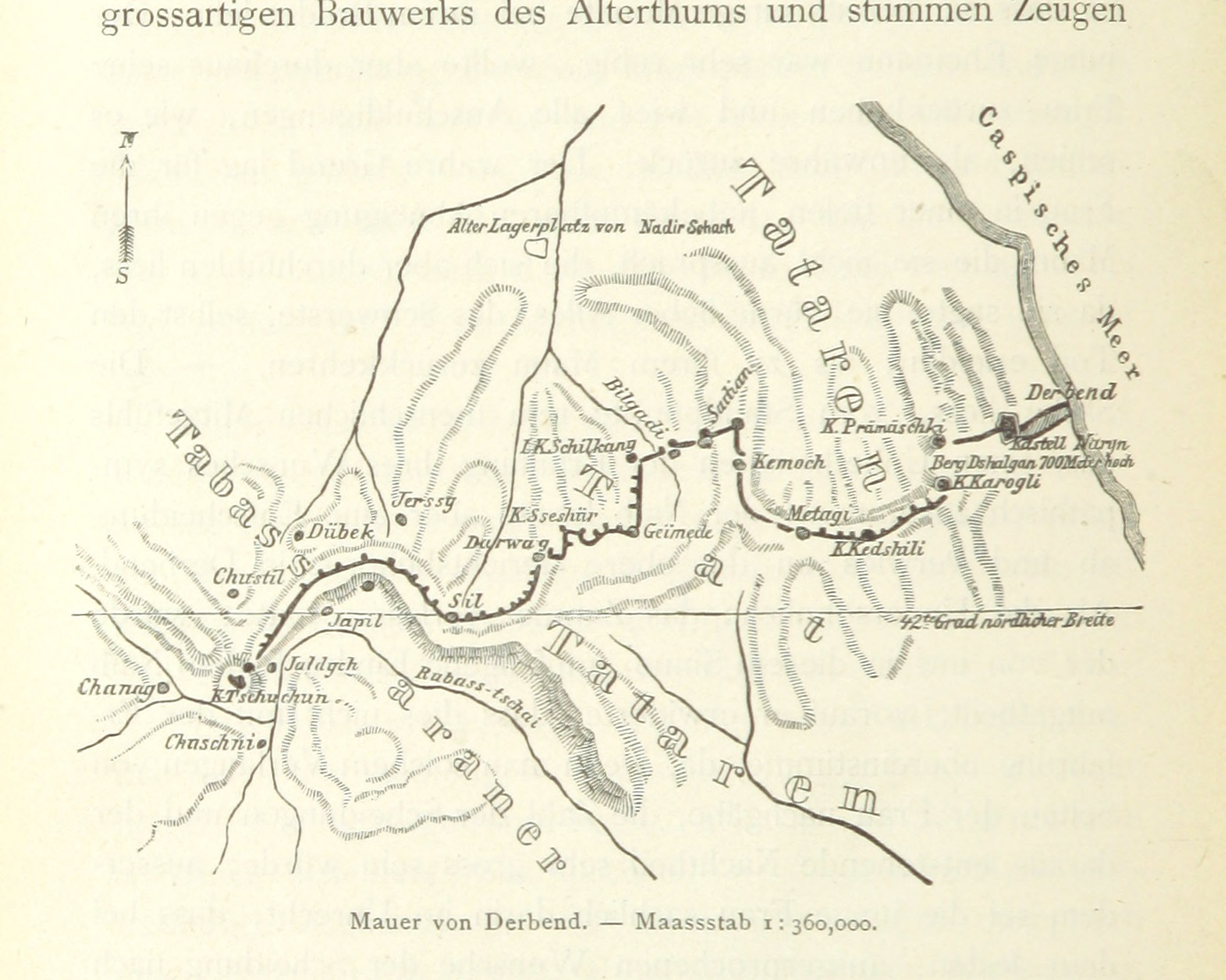
mapa das fortificações sassânidas em Derbente, por Roderich von Erckert
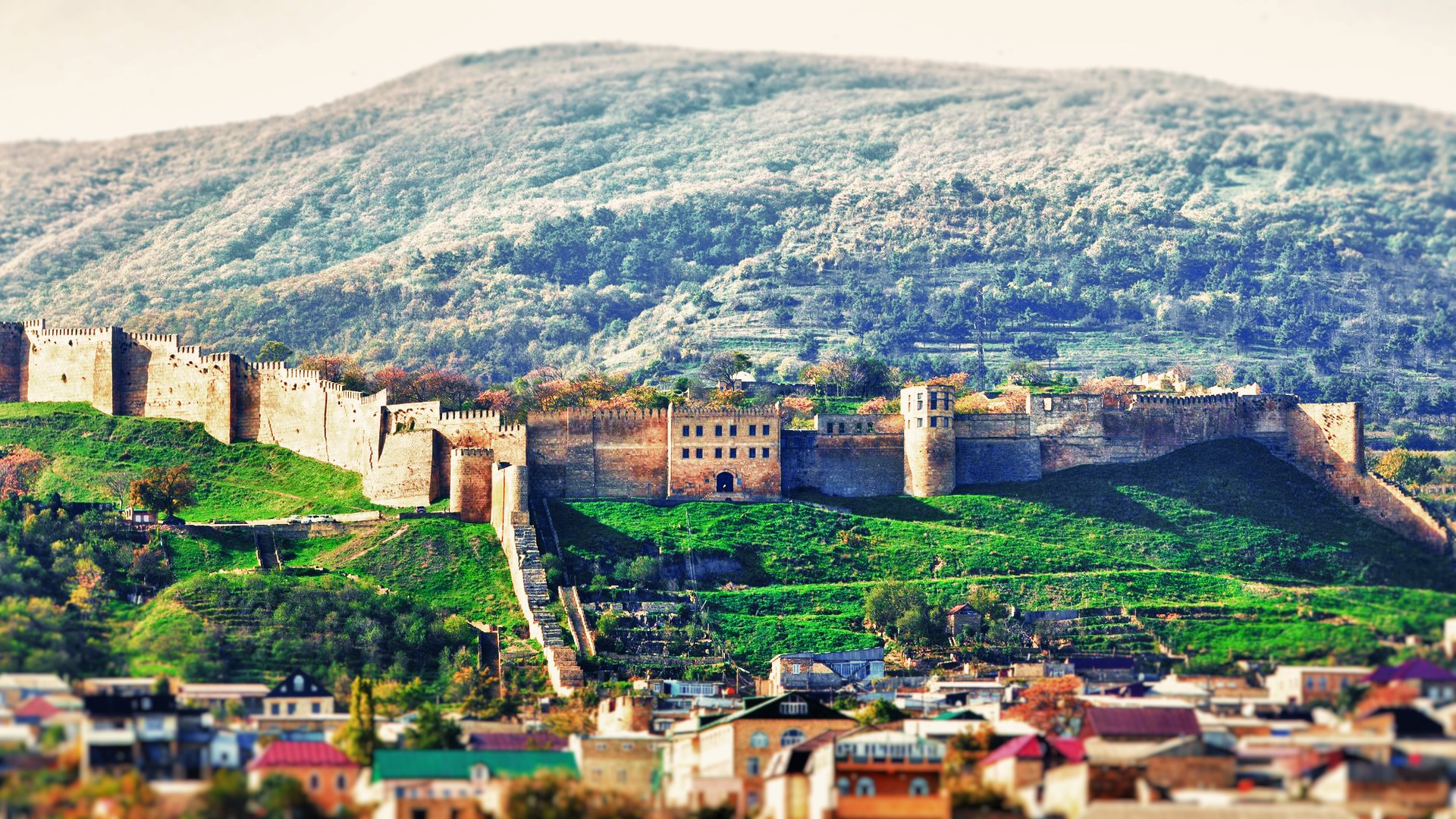
Muralha da cidadela de Derbente